# Fayetteville (Nowy Jork)
Fayetteville – wieś w Stanach Zjednoczonych, w stanie Nowy Jork, w hrabstwie Onondaga.